# Juan Carlos Guerra Barrena
Juan Carlos Guerra Barrena (San Sebastián, 27 de diciembre de 1860 - Mondragón, 2 de octubre de 1941), o Juan Carlos de Guerra, como también se le conoce, fue un historiador especializado en genealogía, abogado y escritor español, miembro de la Real Academia de la Historia española y de la Real Academia de la Lengua Vasca.

## Biografía
Era hijo de Juan Carlos Guerra Barrena, médico, y Justiniana Barrena Sagasta, ambos de Mondragón, casados el 10 de noviembre de 1846.
Juan Carlos realizó sus primeros estudios en su ciudad natal, y sus estudios secundarios en 1878. Luego siguió una carrera jurídica en Madrid hasta 1883. Tras un año de prácticas en San Sebastián, se traslada a Mondragón, en la casa Guerraenea. 
En 1891 se casó con María Felisa Palacios Lopetedi, cuya madre había heredado el mayorazgo del Palacio de Iriarte de Bidania. Del matrimonio tuvieron 4 hijos. Uno de ellos Juan Carlos Guerra Palacios fue un famoso arquitecto, autor del proyecto del Palacio del Mar, inaugurado en 1928 y rebautizado en la actualidad como el Aquárium.

## Obras
Apasionado de los estudios históricos, se centra en particular en todo lo relacionado con la heráldica y la genealogía, es además con sus publicaciones en este campo que se labrará un nombre en el mundo de los "eruditos". En 1883 comienza una serie de libros con primer volumen de su Diccionario heráldico de la nobleza guipuzcoana. El segundo volumen sale en 1888. En estas fechas su reputación como genealogista es amplia por lo que accede a la Real Academia de la Historia española. 
Entre 1895 y 1912 colabora asiduamente con la revista Euskal-Erria con su Ensayo de un padrón histórico de Guipúzcoa según el orden de sus familias pobladoras, estudio que reúne más de 3.400 nombres de familias. Fue reeditado en un solo volumen en 1928.
En 1908 colabora con la Revista Internacional de Estudios Vascos y en 1911 con "Euskalerriaren Alde". En 1918, Juan Carlos Guerra participó en el primer congreso de la Sociedad de Estudios Vascos.
- La heráldica entre los euskaldunes (1905), reproducida con el Diccionario Heráldico bajo el título de Estudios de heráldica vasca, 1910;
- Armorial of linajes conocidos en el solar éuskaro, colaboración con la Geografía general del País Vasco-Navarro, Provincias Vascongadas, pp. 271-458;
- Ilustraciones genealógicas de los linajes bascongados contenidos en las Grandezas de España compuestas por Esteban de Garibay, en colaboración con la " RIEV ", publicado en 1933, después de que fuera reproducido en los años 1970-1972 como Apéndice del Diccionario onomástico y heráldico vasco, de Jaime de Querexeta (volúmenes I, págs. 447-570, y IV, págs. 459-543).
- Índice de las genealogías y pruebas que se custodian en el archivo general de la casa de Juntas de Guernica, 1923;
- Oñacinos y gamboinos. Rol de banderizos vascos, con la mención de las familias pobladoras de Bilbao en los siglos XIV y XV , San Sebastián, 1930.